# Kvalspelet till världsmästerskapet i fotboll 2014 (CAF) – Tredje omgången
I Tredje omgången av Kvalspelet till världsmästerskapet i fotboll 2014 (CAF) möts de 10 gruppsegrarna från andra omgången i fem dubbelmöten hemma/borta. De fem vinnarna blir kvalificerade för VM-slutspelet.

## Seedning
Lagen seedades i två lottningsgrupper baserat på placeringen på Fifas ranking per den 12 september 2013.
| Grupp 1                                                                            | Grupp 2                                                                          |
| ---------------------------------------------------------------------------------- | -------------------------------------------------------------------------------- |
| Elfenbenskusten (19) · Ghana (24) · Algeriet (28) · Nigeria (36) · Tunisien (46) · | Egypten (50) · Burkina Faso (51) · Kamerun (61) · Senegal (66) · Etiopien (93) · |

## Matcher
Lottningen hölls den 16 september 2013 i Giza, Egypten. Matcherna är planerade att spelas 11-15 oktober samt 15-19 november 2013.
| Lag 1           | Totalt | Lag 2    | Möte 1 | Möte 2 |
| Elfenbenskusten | 4 – 2  | Senegal  | 3 – 1  | 1 – 1  |
| Etiopien        | 1 – 4  | Nigeria  | 1 – 2  | 0 – 2  |
| Tunisien        | 1 – 4  | Kamerun  | 0 – 0  | 1 – 4  |
| Ghana           | 7 – 3  | Egypten  | 6 – 1  | 1 – 2  |
| Burkina Faso    | 3 – 3  | Algeriet | 3 – 2  | 0 – 1  |

Elfenbenskusten, Nigeria, Kamerun, Ghana och Algeriet klara för Världsmästerskapet i fotboll 2014.
|           | 12 oktober 2013 | Elfenbenskusten                               | 3 – 1           | Senegal        | Stade Félix Houphouët-Boigny                                       |                                                                    |
| 17:00 UTC | 17:00 UTC       | Drogba 5′ (str.) L. Sané 14′ (sjm.) Kalou 50′ | (2 – 0) Rapport | P. Cissé 90+6′ | Abidjan Publik: 30 000 Domare: Rajindraparsad Seechurn (Mauritius) | Abidjan Publik: 30 000 Domare: Rajindraparsad Seechurn (Mauritius) |
| 17:00 UTC | 17:00 UTC       |                                               |                 |                | Abidjan Publik: 30 000 Domare: Rajindraparsad Seechurn (Mauritius) | Abidjan Publik: 30 000 Domare: Rajindraparsad Seechurn (Mauritius) |
| 17:00 UTC | 17:00 UTC       |                                               |                 |                | Abidjan Publik: 30 000 Domare: Rajindraparsad Seechurn (Mauritius) | Abidjan Publik: 30 000 Domare: Rajindraparsad Seechurn (Mauritius) |

|           | 16 november 2013 | Senegal        | 1 – 1           | Elfenbenskusten | Stade Mohamed V                                                        |                                                                        |
| 19:00 UTC | 19:00 UTC        | Sow 77′ (str.) | (0 – 0) Rapport | Kalou 90+4′     | Casablanca (Marocko) Publik: 15 000 Domare: Djamel Haimoudi (Algeriet) | Casablanca (Marocko) Publik: 15 000 Domare: Djamel Haimoudi (Algeriet) |
| 19:00 UTC | 19:00 UTC        |                |                 |                 | Casablanca (Marocko) Publik: 15 000 Domare: Djamel Haimoudi (Algeriet) | Casablanca (Marocko) Publik: 15 000 Domare: Djamel Haimoudi (Algeriet) |
| 19:00 UTC | 19:00 UTC        |                |                 |                 | Casablanca (Marocko) Publik: 15 000 Domare: Djamel Haimoudi (Algeriet) | Casablanca (Marocko) Publik: 15 000 Domare: Djamel Haimoudi (Algeriet) |

|             | 13 oktober 2013 | Etiopien   | 1 – 2           | Nigeria                 | Addis Ababa Stadium                                       |                                                           |
| 16:00 UTC+3 | 16:00 UTC+3     | Assefa 57′ | (0 – 0) Rapport | Emenike 68′, 90′ (str.) | Addis Abeba Publik: 22 000 Domare: Néant Alioum (Kamerun) | Addis Abeba Publik: 22 000 Domare: Néant Alioum (Kamerun) |
| 16:00 UTC+3 | 16:00 UTC+3     |            |                 |                         | Addis Abeba Publik: 22 000 Domare: Néant Alioum (Kamerun) | Addis Abeba Publik: 22 000 Domare: Néant Alioum (Kamerun) |
| 16:00 UTC+3 | 16:00 UTC+3     |            |                 |                         | Addis Abeba Publik: 22 000 Domare: Néant Alioum (Kamerun) | Addis Abeba Publik: 22 000 Domare: Néant Alioum (Kamerun) |

|             | 16 november 2013 | Nigeria                     | 2 – 0           | Etiopien | UJ Esuene Stadium                                     |                                                       |
| 16:00 UTC+1 | 16:00 UTC+1      | Moses 20′ (str.) Obinna 82′ | (1 – 0) Rapport |          | Calabar Publik: 8 000 Domare: Bakary Gassama (Gambia) | Calabar Publik: 8 000 Domare: Bakary Gassama (Gambia) |
| 16:00 UTC+1 | 16:00 UTC+1      |                             |                 |          | Calabar Publik: 8 000 Domare: Bakary Gassama (Gambia) | Calabar Publik: 8 000 Domare: Bakary Gassama (Gambia) |
| 16:00 UTC+1 | 16:00 UTC+1      |                             |                 |          | Calabar Publik: 8 000 Domare: Bakary Gassama (Gambia) | Calabar Publik: 8 000 Domare: Bakary Gassama (Gambia) |

|             | 13 oktober 2013 | Tunisien | 0 – 0   | Kamerun | Stade Olympique de Radès                            |                                                     |
| 18:00 UTC+1 | 18:00 UTC+1     |          | Rapport |         | Radès Publik: 30 900 Domare: Koman Coulibaly (Mali) | Radès Publik: 30 900 Domare: Koman Coulibaly (Mali) |
| 18:00 UTC+1 | 18:00 UTC+1     |          |         |         | Radès Publik: 30 900 Domare: Koman Coulibaly (Mali) | Radès Publik: 30 900 Domare: Koman Coulibaly (Mali) |
| 18:00 UTC+1 | 18:00 UTC+1     |          |         |         | Radès Publik: 30 900 Domare: Koman Coulibaly (Mali) | Radès Publik: 30 900 Domare: Koman Coulibaly (Mali) |

|             | 17 november 2013 | Kamerun                               | 4 – 1           | Tunisien    | Stade Ahmadou Ahidjo                                               |                                                                    |
| 15:00 UTC+1 | 15:00 UTC+1      | Webó 4′ Moukandjo 30′ Makoun 65′, 86′ | (2 – 0) Rapport | Akaïchi 49′ | Yaoundé Publik: 35 570 Domare: Rajindraparsad Seechurn (Mauritius) | Yaoundé Publik: 35 570 Domare: Rajindraparsad Seechurn (Mauritius) |
| 15:00 UTC+1 | 15:00 UTC+1      |                                       |                 |             | Yaoundé Publik: 35 570 Domare: Rajindraparsad Seechurn (Mauritius) | Yaoundé Publik: 35 570 Domare: Rajindraparsad Seechurn (Mauritius) |
| 15:00 UTC+1 | 15:00 UTC+1      |                                       |                 |             | Yaoundé Publik: 35 570 Domare: Rajindraparsad Seechurn (Mauritius) | Yaoundé Publik: 35 570 Domare: Rajindraparsad Seechurn (Mauritius) |

|           | 15 oktober 2013 | Ghana                                                                      | 6 – 1           | Egypten              | Baba Yara Stadium                                          |                                                            |
| 16:00 UTC | 16:00 UTC       | Gyan 5′, 53′ Gomaa 22′ (sjm.) Majeed Waris 44′ Muntari 72′ (str.) Atsu 89′ | (3 – 1) Rapport | Aboutrika 41′ (str.) | Kumasi Publik: 38 000 Domare: Bouchaïb El Ahrach (Marocko) | Kumasi Publik: 38 000 Domare: Bouchaïb El Ahrach (Marocko) |
| 16:00 UTC | 16:00 UTC       |                                                                            |                 |                      | Kumasi Publik: 38 000 Domare: Bouchaïb El Ahrach (Marocko) | Kumasi Publik: 38 000 Domare: Bouchaïb El Ahrach (Marocko) |
| 16:00 UTC | 16:00 UTC       |                                                                            |                 |                      | Kumasi Publik: 38 000 Domare: Bouchaïb El Ahrach (Marocko) | Kumasi Publik: 38 000 Domare: Bouchaïb El Ahrach (Marocko) |

|             | 19 november 2013 | Egypten           | 2 – 1           | Ghana       | 30 June Stadium                                                |                                                                |
| 18:00 UTC+2 | 18:00 UTC+2      | Zaki 25′ Gedo 83′ | (1 – 0) Rapport | Boateng 89′ | Kairo Publik: 25 000 Domare: Noumandiez Doué (Elfenbenskusten) | Kairo Publik: 25 000 Domare: Noumandiez Doué (Elfenbenskusten) |
| 18:00 UTC+2 | 18:00 UTC+2      |                   |                 |             | Kairo Publik: 25 000 Domare: Noumandiez Doué (Elfenbenskusten) | Kairo Publik: 25 000 Domare: Noumandiez Doué (Elfenbenskusten) |
| 18:00 UTC+2 | 18:00 UTC+2      |                   |                 |             | Kairo Publik: 25 000 Domare: Noumandiez Doué (Elfenbenskusten) | Kairo Publik: 25 000 Domare: Noumandiez Doué (Elfenbenskusten) |

|           | 12 oktober 2013 | Burkina Faso                                | 3 – 2           | Algeriet                 | Stade du 4-Août                                           |                                                           |
| 16:00 UTC | 16:00 UTC       | Pitroipa 45+2′ D. Koné 65′ Bancé 86′ (str.) | (1 – 0) Rapport | Feghouli 50′ Medjani 69′ | Ouagadougou Publik: 31 000 Domare: Janny Sikazwe (Zambia) | Ouagadougou Publik: 31 000 Domare: Janny Sikazwe (Zambia) |
| 16:00 UTC | 16:00 UTC       |                                             |                 |                          | Ouagadougou Publik: 31 000 Domare: Janny Sikazwe (Zambia) | Ouagadougou Publik: 31 000 Domare: Janny Sikazwe (Zambia) |
| 16:00 UTC | 16:00 UTC       |                                             |                 |                          | Ouagadougou Publik: 31 000 Domare: Janny Sikazwe (Zambia) | Ouagadougou Publik: 31 000 Domare: Janny Sikazwe (Zambia) |

|             | 19 november 2013 | Algeriet      | 1 – 0           | Burkina Faso | Stade Mustapha Tchaker                               |                                                      |
| 19:15 UTC+1 | 19:15 UTC+1      | Bougherra 49′ | (0 – 0) Rapport |              | Blida Publik: 35 000 Domare: Badara Diatta (Senegal) | Blida Publik: 35 000 Domare: Badara Diatta (Senegal) |
| 19:15 UTC+1 | 19:15 UTC+1      |               |                 |              | Blida Publik: 35 000 Domare: Badara Diatta (Senegal) | Blida Publik: 35 000 Domare: Badara Diatta (Senegal) |
| 19:15 UTC+1 | 19:15 UTC+1      |               |                 |              | Blida Publik: 35 000 Domare: Badara Diatta (Senegal) | Blida Publik: 35 000 Domare: Badara Diatta (Senegal) |